# Yasunori Hayashi
Yasunori Hayashi (jap. 林 保徳 Hayashi Yasunori), powszechnie znany jako Yasu, (ur. 27 stycznia 1975 w Hirakacie) – japoński piosenkarz muzyki rockowej, kompozytor i autor tekstów piosenek.
W latach 1997–2007 był głównym wokalistą zespołu Janne Da Arc. Najlepiej sprzedającym się albumem grupy był ostatni z nich, zatytułowany Joker.
Po zawieszeniu działalności grupy, Yasu rozpoczął solowy projekt tworzony z różnymi artystami pod nazwą Acid Black Cherry, dzięki czemu dał się poznać szerszej publiczności w Japonii i zdobyć popularność za granicą. Debiutował singlem Spell Magic.
Pod szyldem ABC wydał osiemnaście singli, cztery oryginalne albumy i trzy albumy cover, zaś z Janne Da Arc dwadzieścia osiem singli i sześć płyt. Do tej pory trzy spośród czterech studyjnych albumów Yasu z Acid Black Cherry uzyskało status złotej płyty w Japonii. Jego piosenki osiągają wysokie pozycje na liście przebojów Oricon. Za źródło inspiracji podaje twórczość wokalisty zespołu L’Arc-en-Ciel, Hyde’a. W 2012 roku nagrał wspólną piosenkę Halloween Party wraz z Hyde i innymi japońskimi artystami, do którego został nakręcony teledysk. Utwór uzyskał certyfikat złotej płyty.